# Skobierzec (rejon wilejski)
Skobierzec (biał. Скабярэц; ros. Скоберец) – dawny zaścianek. Tereny, na których leżał, znajdują się obecnie na Białorusi, w obwodzie mińskim, w rejonie wilejskim, w sielsowiecie Chocieńczyce.

## Historia
W czasach zaborów zaścianek w powiecie wilejskim, w guberni wileńskiej Imperium Rosyjskiego.
W latach 1921–1945 zaścianek leżał w Polsce, w województwie wileńskim, w powiecie wilejskim, w gminie Chocieńczyce.
Według Powszechnego Spisu Ludności z 1921 roku zamieszkiwało tu 5 osób, wszystkie były wyznania prawosławnego i zadeklarowały białoruską przynależność narodową. Był tu 1 budynek mieszkalny. W 1931 w 1 domu zamieszkiwało 6 osób.
Wierni należeli do parafii rzymskokatolickiej w Ilji i prawosławnej w Chocieńczycach. Miejscowość podlegała pod Sąd Grodzki w Ilji i Okręgowy w Wilnie; właściwy urząd pocztowy mieścił się w Chocieńczycach.